# ANEC I
Los ANEC I y ANEC II fueron aviones ultraligeros monomotor británicos de la década de 1920, diseñados y construidos por Air Navigation and Engineering Company Limited (ANEC) en Addlestone, Surrey. Uno fue construido de forma privada en Brisbane, Australia.

## Diseño y desarrollo

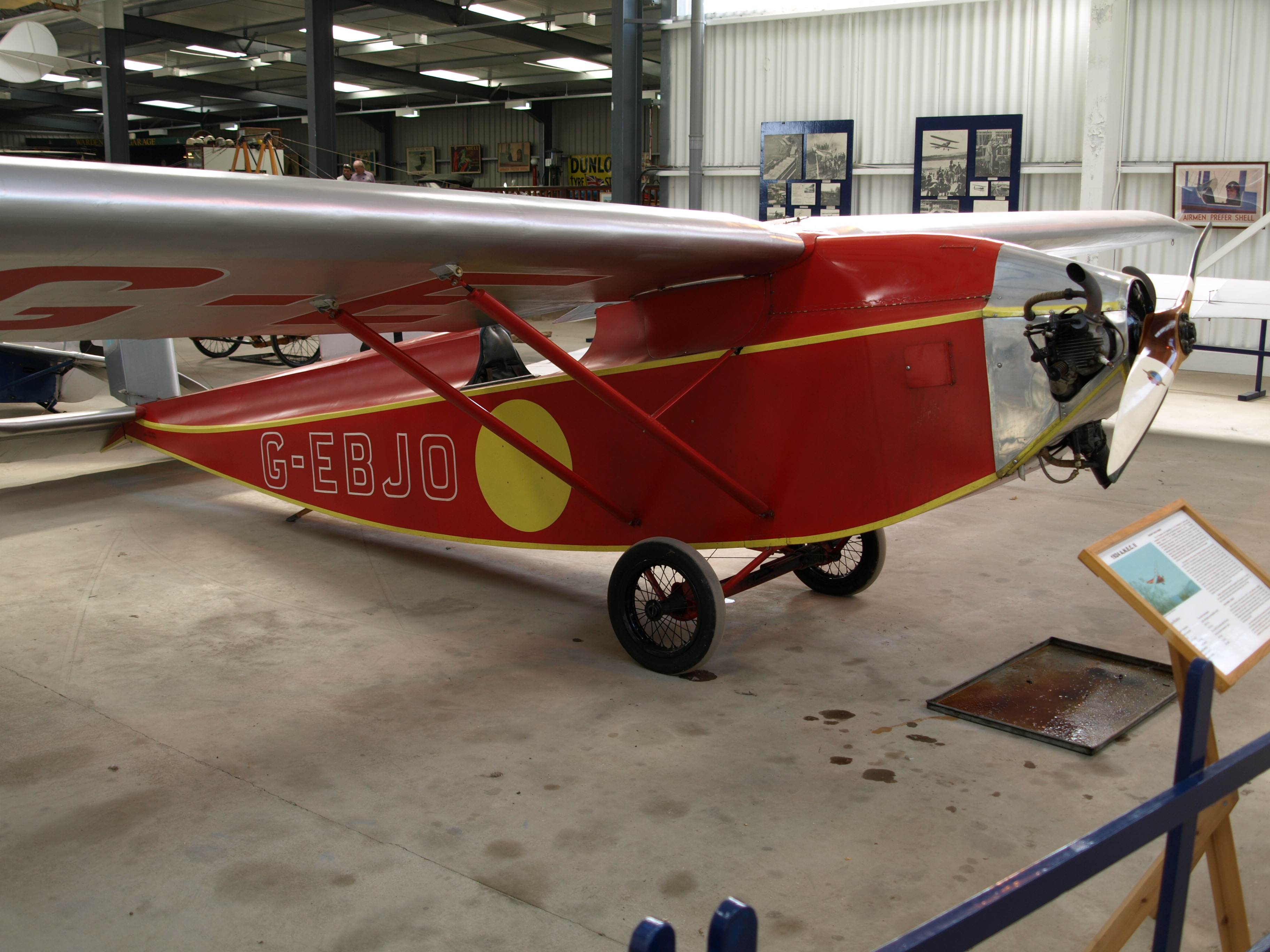
ANEC II de la Shuttleworth.

Los ANEC I y II, diseñados por W.S. Shackleton, estuvieron entre los primeros aviones ultraligeros; eran monoplanos muy pequeños, de madera y de ala alta arriostrada mediante puntales. El primer ANEC I, matriculado como G-EBHR, voló por primera vez en Brooklands el 21 de agosto de 1923. Fue el primer avión con motor invertido, un Blackburne Tomtit de 696 cc, que voló en el Reino Unido. El ANEC I fue diseñado según las reglas de las pruebas de aviones ligeros de Lympne de 1923, principalmente con un límite de capacidad del motor de 750 cc, y participaron los dos aviones terminados en agosto. Los premios principales fueron por economía de combustible, y el segundo ANEC I, G-EBIL, pilotado por Jimmy James, compartió la mitad del premio de 1500 libras esterlinas con un English Electric Wren por vuelos de 141 km con un galón (4,54 L) de gasolina. Posteriormente, alcanzó una altitud de 4267 m (14 000 pies) en él.  El G-EBIL fue evaluado por el Ministerio del Aire en 1924, llevando brevemente la matrícula J7506 de la RAF. Posteriormente fue modificado con una envergadura muy reducida de 9,75 m a 5,59 m, y remotorizado con un motor Anzani de 1000 cc para participar en las August Bank Holiday Races de Lympne de 1925, siendo designado ANEC IA.
Sólo se construyó un ANEC I más. Fue construido en Australia por George Beohm, que luego diseñó el Genairco Biplane, y Horrie Miller. E.W. Beckman, el propietario del avión, tenía la intención de inscribirlo en el Low-Powered Aeroplane Competition (Concurso de Aviones de Baja Potencia) celebrado en Richmond en diciembre de 1924, pero no se completó hasta el año siguiente. El primero de los dos construidos en el Reino Unido en 1923, el G-EBHR, se exportó a Australia en la segunda mitad de 1924.
El ANEC II era una versión agrandada del ANEC I, construida para participar en la competición de pruebas de aviones ligeros de Lympne de 1924. Siguiendo las reglas de competición revisadas, era un biplaza y su más potente motor bicilíndrico en V invertida Anzani de 1100 cc  tenía la mayor cilindrada permitida. La superficie del ala se incrementó en un 28 % para acomodar el peso adicional mediante una extensión de la envergadura de 1,57 m. También era más largo casi en la misma longitud. Los problemas de motor le impidieron participar en la competición y quedó fuera de la carrera del Trofeo Grosvenor, disputada inmediatamente después.
En 1927, un nuevo propietario lo reequipó con un motor bóxer bicilíndrico Bristol Cherub III de 24 kW (32 hp), un timón más grande y un tren de aterrizaje más convencional, con ruedas más grandes montadas sobre un eje transversal unido a la parte inferior del fuselaje mediante un par de soportes en V. En 1931, otro nuevo propietario instaló un más pesado motor ABC Scorpion de 22 kW (30 hp), otro bóxer bicilíndrico y, para mantener el peso bajo, fue reconstruido como monoplaza. Estaba en estas condiciones cuando fue adquirido por Richard Shuttleworth alrededor de 1937.

## Variantes
ANEC I
Ultraligero de ala alta, tres construidos.
ANEC IA
ANEC I con envergadura reducida, uno modificado.
ANEC II
Versión biplaza, uno construido

## Supervivientes
El ANEC II G-EBJO de 1924 pertenece y es operado por The Shuttleworth Collection en el Reino Unido, y se mantiene en condiciones de aeronavegabilidad. Se restauró a la configuración posterior a Lympne y se completó en 2004, con un solo asiento, tren de aterrizaje revisado y fue equipado con un motor ABC Scorpion II de 30 hp. Se puede ver volando en las exhibiciones aéreas de la Shuttleworth en los meses de verano, así como en exhibición estática como parte de la Colección durante todo el año.

## Especificaciones (ANEC I)
Referencia datos: Jane's all the World's Aircraft 1924, British Civil Aviation since 1919 Volume 1

### Características generales
- Tripulación: Uno (piloto)
- Longitud: 4,8 m (15,6 ft)
- Envergadura: 10 m (32,8 ft)
- Altura: 0,9 m (3 ft)
- Superficie alar: 13,5 m² (145,3 ft²)
- Peso vacío: 132 kg (290,9 lb)
- Peso cargado: 213 kg (469,5 lb)
- Planta motriz: 1× motor bicilíndrico en V invertido refrigerado por aire Blackburne Tomtit.
  - Potencia: 12 kW (17 HP; 16 CV)
- Hélices: Bipala de paso fijo
- Consumo de combustible: 21 km/L

### Rendimiento
- Velocidad máxima operativa (Vno): 119 km/h (74 MPH; 64 kt)
- Velocidad de entrada en pérdida (Vs): 51 km/h (32 MPH; 28 kt)
- Carga alar: 15,7 kg/m² (3,2 lb/ft²)
- Potencia/peso: 38,1 kW/kg (23,2 hp/lb)
- Tiempo a altitud: 8 min para 910 m (3000 pies)

## Aeronaves relacionadas

### Secuencias de designación
- Secuencia Romana (interna de ANEC): ANEC I - ANEC II - ANEC III - ANEC IV